# Den glade skräddaren
Den glade skräddaren är en svensk dramafilm från 1945, i regi av Gunnar Olsson.

## Handling
Filmen utspelar sig i ett litet samhälle i Skåne där Edvard Persson spelar en skräddare som känner att han är född att göra andra ting. Skräddaren, som heter Sörensson, lever med sin fru Boel och deras åtta barn. Det är knapert men de är godhjärtade och får mycket godhet tillbaka. Olika händelser mellan byns invånare och skräddaren och hans dotter för handlingen framåt. 
Huset där skräddare Sörenson bor i finns fortfarande kvar. Stället heter Gissleberga 1056 och skånelängan finns mellan Teckomatorp och Norrvidinge.

## Om filmen
Filmen premiärvisades 26 december 1945. Inspelningen av filmen utfördes vid AB Europa Studio i Sundbyberg med exteriörer från Norrvidinge, Gissleberga och Annelöv med omgivningar i Skåne av Sven Thermænius. Filmen har som förlaga en tysk-holländsk idé som lånades och arbetades om till ett filmmanus av Edvard Persson och Svasse Bergqvist.

## Roller i urval
- Edvard Persson - Sören Sörenson, kallad Sören Skräddare, lappskräddare
- Mim Ekelund - Boel Sörenson, hans hustru
- Marianne Gyllenhammar - Anne-Marie, deras äldsta dotter
- Ivar Kåge - Anders Bengt, mjölnare
- Gurli Lindström - Hanna, hans hustru
- Sture Djerf - Gunnar, deras son
- Sven Bergvall - godsägare Sten
- Ernst Wellton - Ingvar, hans son
- Fritiof Billquist - krögaren på Gästgivargården
- Carl Deurell - kommunalordföranden
- Algot Larsson - Tok-Lars
- Harald Svensson - Pihlqvist, folkskollärare
- Josua Bengtson - prästen
- Birgitta Hoppeler - Sörens dotter
- Gunnel Nilsson - Sörens dotter

## Musik i filmen
- Så prisa vi dig, kompositör Alvar Kraft, text Charles Henry
- Ager, ager höna, kompositör Alvar Kraft, text Charles Henry, sång Edvard Persson
- Du kan drömma om all, kompositör Alvar Kraf, text Charles Henry, sång Edvard Persson
- Skyttevisa (När som jägarn går på jakt.../Giv akt, alla gummor och glyttar), kompositör Alvar Kraft, text Charles Henry, sång Edvard Persson
- Jorden runt, kompositör Alvar Kraft, instrumental, dans Marianne Gyllenhammar och Sture Djerf
- Lite hit, lite dit och lite hursomhelst, kompositör Alvar Kraft, text Charles Henry, sång Edvard Persson
- Vända och sy om, kompositör Alvar Kraft, text Charles Henry, sång Edvard Persson
- Så grönskar evigt livets stam, kompositör Alvar Kraft, text Charles Henry, sång Edvard Persson

## DVD
Filmen gavs ut på DVD 2016.